# Monștri.
Monștri. este un film de dramă românesc regizat de Marius Olteanu. Rolurile principale sunt interpretate de Judith State, Cristian Popa, Alexandru Potrocean, Șerban Pavlu și Dorina Lazăr. Alcătuit din trei părți, filmul urmărește o zi din viața Danei (State) și a lui Arthur (Popa), un cuplu căsătorit și fără copii, care încearcă să înțeleagă criza ce are loc în căsnicia lor.
Filmul a avut premiera mondială pe 9 februarie 2019, în cadrul Festivalului Internațional de Film de la Berlin. Monștri. reprezintă debutul regizoral al lui Olteanu, care avut și rolul de scenarist.

## Primire
Monștri. a primit, în mare parte, recenzii pozitive de la criticii de film. Conform sitului Rotten Tomatoes, filmul are un procentaj de 100% scoruri pozitive dintr-un număr de cinci recenzii publicate. Jessica Kiang de la revista Variety a numit pelicula „un debut remarcabil” și a lăudat jocul actoricesc ca fiind „superb”. Într-o altă recenzie pozitivă, criticul Stephen Dalton de la The Hollywood Reporter a spus despre film că este „profund și bine jucat”.
Filmul a fost nominalizat pentru nouă categorii în cadrul Premiilor Gopo 2020, printre care și Cel mai bun film de lungmetraj.